# Tossal de Posa
El Tossal de Posa  és una muntanya de 1.720 metres que es troba al municipi de Vilaller, a la comarca de l'Alta Ribagorça.